# کانی سواران
کانی سواران نام روستایی در ۳۵ کیلومتری جنوب شرقی شهر سنندج در ایران است.
از نظر تقسیمات کشوری کانی سواران در استان کردستان، شهرستان کامیاران، بخش موچش و دهستان دهستان امیرآباد قرار گرفته‌است.